# チェビシェフ多項式

最初の5つの第一種チェビシェフ多項式 T_{n}(x), (−1≤x≤+1, n=0,...,4)

第一種チェビシェフ多項式（英: Chebyshev polynomials of the first kind）は、以下の式で定義される:
{\displaystyle T_{n}(x)=\cos(nt),} ただし x = cos t
これは三角多項式（trigonometric polynomial）、直交多項式の一例である。
これはcos(kt)をコサインの加法定理を用いてcos(t)の多項式で表したものと見ることができる。
{\displaystyle {\begin{aligned}\cos 1t&=\cos t,\\\cos 2t&=2\cos ^{2}t-1,\\\cos 3t&=4\cos ^{3}t-3\cos t,\dots \end{aligned}}}
従って、以下の式を得る。
{\displaystyle {\begin{aligned}T_{0}(x)&=1,\\T_{1}(x)&=x,\\T_{2}(x)&=2x^{2}-1,\\T_{3}(x)&=4x^{3}-3x,\dots \end{aligned}}}
これらの多項式は次の三項漸化式に従うことがわかる。
{\displaystyle T_{n+1}(x)=2xT_{n}(x)-T_{n-1}(x)} （ただしn = 1, 2, …）

最初の5つの第二種チェビシェフ多項式 U_{n}(x), (−1≤x≤+1, n=0,...,4)

第二種チェビシェフ多項式（英: Chebyshev polynomials of the second kind）は{\displaystyle U_{n-1}(\cos t)=\sin nt/\sin t}によって定義される。
これは先ほどと同様の議論または{\displaystyle nU_{n-1}(t)=T'_{n}(t)} の関係を用いれば類似した多項式と見ることができる。
従って、最初の数個を列挙すれば以下のようになる。
{\displaystyle {\begin{aligned}U_{0}(x)&=1,\\U_{1}(x)&=2x,\\U_{2}(x)&=4x^{2}-1,\\U_{3}(x)&=8x^{3}-4x,\dots \end{aligned}}}
T と同じ三項漸化式が U にも成りたち、
{\displaystyle U_{n+1}(x)\;=\;2xU_{n}(x)-U_{n-1}(x)} （ただしn = 1, 2, …）
となる。
この記事は、クリエイティブ・コモンズ・ライセンス 表示-継承 3.0 非移植のもと提供されているオンライン数学辞典『PlanetMath』の項目Chebyshev polynomialの本文を含む

## 性質
- 次の母関数により定義される[1]：

{\displaystyle \sum _{n=0}^{\infty }T_{n}(x)t^{n}={\frac {1-tx}{1-2tx+t^{2}}}}
{\displaystyle \sum _{n=0}^{\infty }U_{n}(x)t^{n}={\frac {1}{1-2tx+t^{2}}}}
- 次の常微分方程式（チェビシェフの微分方程式）を満たす[1]：

{\displaystyle (1-x^{2})\,y''-x\,y'+n^{2}\,y=0\quad {\text{ for }}y=T_{n}(x)}
{\displaystyle (1-x^{2})\,y''-3x\,y'+n(n+2)\,y=0\quad {\text{ for }}y=U_{n}(x)}

### 多項式
チェビシェフ多項式はゲーゲンバウアー多項式の特別な場合である。
{\displaystyle T_{n}(x)={\frac {n}{2}}\lim _{\nu \to 0}\Gamma (\nu )C_{n}^{(\nu )}(x)}
特に、{\displaystyle T_{n}} は {\displaystyle n} 次多項式であり、最高次の項の係数は {\displaystyle n\geq 1} のとき {\displaystyle 2^{n-1}} である。また偶奇性 
{\displaystyle T_{n}(-x)=(-1)^{n}T_{n}(x)}
を持つ。

### 零点と極値
第1種チェビシェフ多項式 {\displaystyle T_{n}(x)} は区間 {\displaystyle (-1,+1)} に {\displaystyle n} 個の零点を持つ。その座標は
{\displaystyle x_{k}=\cos {\frac {2k+1}{2n}}\pi \quad (k=0,1,\dots ,n-1)}
である。これをチェビシェフノードと呼ぶ。
{\displaystyle T_{n}(x)} ({\displaystyle n\geq 1}) は区間 {\displaystyle [-1,+1]} に {\displaystyle n+1} 個の極値点を持ち（そのうちの二点は区間の両端）、その座標は
{\displaystyle x'_{k}=\cos {\frac {k\pi }{n}}\quad (k=0,1,\dots ,n)}
である。またその極点値は {\displaystyle T_{n}(x'_{k})=(-1)^{k}} を満たす。従ってチェビシェフ多項式の区間 {\displaystyle [-1,+1]} での一様ノルムは {\displaystyle 1} である。

### 直交性
第1種チェビシェフ多項式は区間 {\displaystyle [-1,1]}, 重み {\displaystyle w(x)=1/{\sqrt {1-x^{2}}}} に関する直交多項式である。すなわち、直交関係
{\displaystyle \int _{-1}^{+1}T_{n}(x)T_{m}(x){\frac {dx}{\sqrt {1-x^{2}}}}=N_{n}\delta _{nm}}
を満足する。ただし {\displaystyle N_{0}=\pi }, {\displaystyle N_{n}=\pi /2} ({\displaystyle n\geq 1}) である。同様に、第2種チェビシェフ多項式は区間 {\displaystyle [-1,1]}, 重み {\displaystyle w(x)={\sqrt {1-x^{2}}}} に関する直交多項式であり、直交関係
{\displaystyle \int _{-1}^{+1}U_{n}(x)U_{m}(x){\sqrt {1-x^{2}}}dx={\frac {\pi }{2}}\delta _{nm}}
を満足する。
また、第1種チェビシェフ多項式について離散的な直交関係が知られている。{\displaystyle x_{k}} を {\displaystyle T_{n}(x)} ({\displaystyle n\geq 1}) の {\displaystyle n} 個の零点とするとき, {\displaystyle i,j<n} に対して離散直交関係
{\displaystyle \sum _{k=0}^{n-1}T_{i}(x_{k})T_{j}(x_{k})=K_{i}\delta _{ij}}
が成立する。ただし {\displaystyle K_{0}=n}, {\displaystyle K_{i}=n/2} ({\displaystyle i\geq 1}) である。この性質はチェビシェフ補間において有用である。

### 漸化式
微分を含む漸化式
{\displaystyle (1-x^{2})T'_{n}(x)=n\left[xT_{n}(x)-T_{n+1}(x)\right]}
乗法関係
{\displaystyle 2T_{n}(x)T_{m}(x)=T_{n+m}(x)+T_{|n-m|}(x)}

## 応用

### 共役勾配法の誤差限界
数値線形代数における共役勾配法の誤差限界はチェビシェフ多項式を用いて表されることが示されている。

### ガウス-チェビシェフ公式
ガウス-チェビシェフ公式はチェビシェフ多項式の零点を用いる数値積分公式であり、ガウス求積の一種である。

### クレンショ―＝カーティス求積
チェビシェフ多項式を用いる数値積分法の一種である。